# Марк Магий Максим
Марк Ма́гий Ма́ксим (лат. Marcus Magius Maximus; умер после 13 года) — римский военный и политический деятель.

## Биография
Максим происходил из всаднического рода. Из труда Филона Александрийского «Флакк» можно сделать вывод, что приблизительно в 4—8 годах Магий находился на посту префекта Египта. Второй раз Марк занимал должность префекта Египта в 12—13 годах. Кроме того, в неустановленном году Максим в качестве прокуратора управлял провинцией Ближняя Испания.